# 1956-1967年科学技术发展远景规划纲要
《1956-1967年科学技术发展远景规划纲要》，简称“十二年规划”，是国务院科学规划委员会1956年制定的科学技术发展规划。

## 历史
1956年1月，中华人民共和国国务院总理周恩来在全国知识分子工作会议提出“向科学进军”。毛泽东在最高国务会议上提出：“我国人民应该有一个远大的规划”。中共中央决定编制12年科技规划。
1956年3月，国务院正式成立科学规划委员会。科学规划委员会陆续召集全国各地各学科600多名专家制订规划，1956年4月编制了草案，10月提出“修正草案”以及《任务说明书和中心问题说明书》、《基础科学学科规划说明书》、《任务和中心问题名称一览》、《1956年紧急措施和1957年研究计划要点》。1956年12月22日中共中央同意科学规划委员会党组的报告，开始具体实施规划。1958年8月，科学规划委员会提出争取提前五年完成规划。1962年，国家科委调查规划完成情况，认为50项任务基本达到目标，其他任务也取得了重大进展，规划提前五年完成。于是又制定了后续规划《1963-1972年科学技术发展规划纲要》。

## 内容
规划从13个方面提出了57项重要的科学任务，包括616个中心问题。规划聚焦于其中12个重点问题的解决。